# Pettibone (Dakota Północna)
Pettibone – miasto w Stanach Zjednoczonych, w stanie Dakota Północna, w hrabstwie Kidder.